# 앙텔름 브리야사바랭

"그대 무엇을 먹는지 말하라, 그러면 나는 그대가 누군지 말해보겠다."

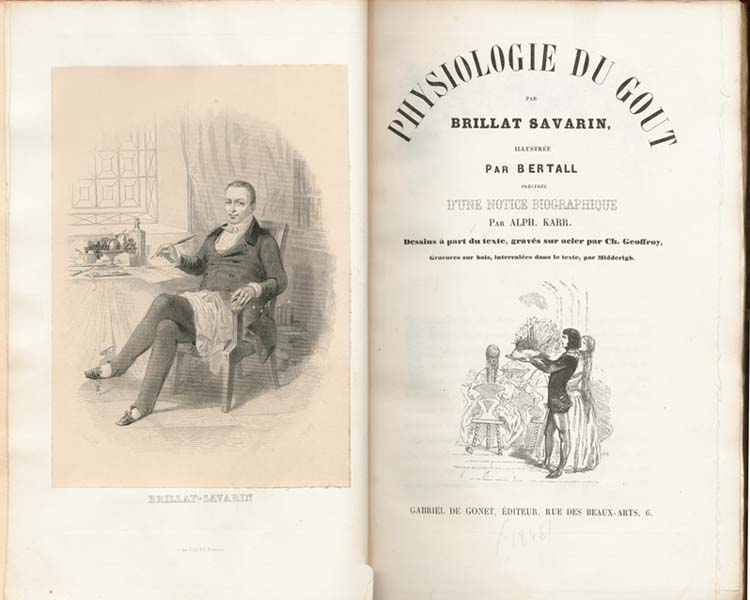
《미식예찬》(1848년) 속표지에 딸린 앙텔름 브리야사바랭의 초상화.

장 앙텔름 브리야사바랭(프랑스어: Jean Anthelme Brillat-Savarin, 1755년 4월 1일 ~ 1826년 2월 2일 파리)은 프랑스의 법관이자 미식가로, 프랑스와 미국의 사법계에서 법관으로 활동했으나 미식평론가로서 더 명성을 얻었다. 그의 저서 《미식예찬》(원제는 ‘미각의 생리학’, Physiologie du goût)으로 널리 알려져 있다. “그리모와 브리야사바랭, 사실상 이들 두 작가가 식도락 에세이라는 장르의 모든 것을 발견한 것”이라고 평할 정도로 이제는 미식 담론의 경전급이 되어버린 책이다.

## 생애
1755년 4월 1일 앵 주 벨레의 한 법호사 집안에서 태어났다. 디종에서 법과 화학, 의학을 공부했으며, 1778년 고향에서 변호사를 개업하고 민사법원 판사가 되었다. 1789년 프랑스 혁명이 일어나자 독일, 스위스, 미국 등을 거치며 망명했다. 혁명이 어느 정도 진정되자 프랑스군의 총사령관 비서가 되었으며 중년 이후에는 최고법원인 파기원의 판사가 되었다.